# Новолуние

1 = новолуние

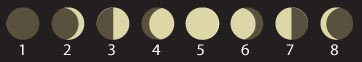
1 = новолуние

Новолу́ние (лат. Luna nova, novilunium) — фаза Луны, при которой её элонгация {\displaystyle \varepsilon _{\text{🌙}}} составляет 0°; иначе говоря, её эклиптическая долгота такая же, как у Солнца. Таким образом, в это время Луна находится между Землёй и Солнцем примерно на одной прямой с ними. Если они находятся точно на одной прямой, происходит солнечное затмение.

## Общая информация
Луна при новолунии не видна на ночном небе, поскольку она в это время очень близка к Солнцу на небесной сфере (не дальше 5°) и при этом повёрнута к нам ночной стороной. Но иногда её можно увидеть на фоне солнечного диска (солнечное затмение). Кроме того, спустя некоторое время (обычно около двух дней) после или до новолуния при очень ясной атмосфере всё-таки можно заметить диск Луны, освещённый отражённым от Земли слабым светом (пепельный свет Луны).
Интервал между новолуниями составляет в среднем 29,530589 суток (синодический месяц).
Новолуние в образном русском народном представлении — рождение месяца (серпа Луны). В связи с этим, если вблизи новолуния выпадали дожди, в народе говорили, что месяц «обмывается», упоминание этой приметы встречается, например, у Л. Н. Толстого.

## Новолуние и календари
- В новолуние начинаются еврейский Новый год и китайский (японский, корейский, вьетнамский) Новый год 60-летнего цикла.

В астрономическом смысле событие новолуния не зависит от географического положения наблюдателя и от факта пересечения Луной линии горизонта, оно происходит одновременно для всей Земли.
В традиционном понимании новолуние происходит в момент восхода над горизонтом Луны, которая находится в самой малоосвещённой для наблюдателя фазе. От этого момента начинается для данной местности отсчёт дней по лунному календарю от 1 до 29 (или 30). Каждый новый лунный день начинается с восхода Луны над горизонтом. Однако для наблюдателя в высоких широтах (в разные годы от 62й до 72й параллели) Луна не пересекает линию горизонта от нескольких дней до полугода. Для таких местностей исчисление лунных дней теряет смысл так же, как выше полярного круга не имеет смысла считать дни подсчётом восходов Солнца из-за наличия полярного дня и полярной ночи.

## Новолуние в религии
Празднование новолуния (новомесячия) особо значимо в Ветхом Завете (Чис. 10:10, 23:24 и др.). Оно отличалось особенным жертвоприношением (Чис. 28:11—15), возвещалось и сопровождалось трубным звуком (Пс. 80:4). Радостные дни новолуний праздновались общим собранием и жертвами утром и вечером в храме (Ис. 1:13 и др.), а дома пиршеством (1Цар. 20:5). Во дни новолуний отменялись посты (Иудифь. 8:6), прекращались торговля и общественные занятия (Амос. 8:5). Апостол Павел писал, что все эти праздники были «тенью будущего» (Кол. 2:16).
При виде луны после новолуния, согласно еврейскому обряду, произносится молитва «Благословение луны».
В неоязыческой религии викка в полнолуния и новолуния отмечается праздник эстбат (англ. estbat).